# Christian Wolff (Komponist, 1934)

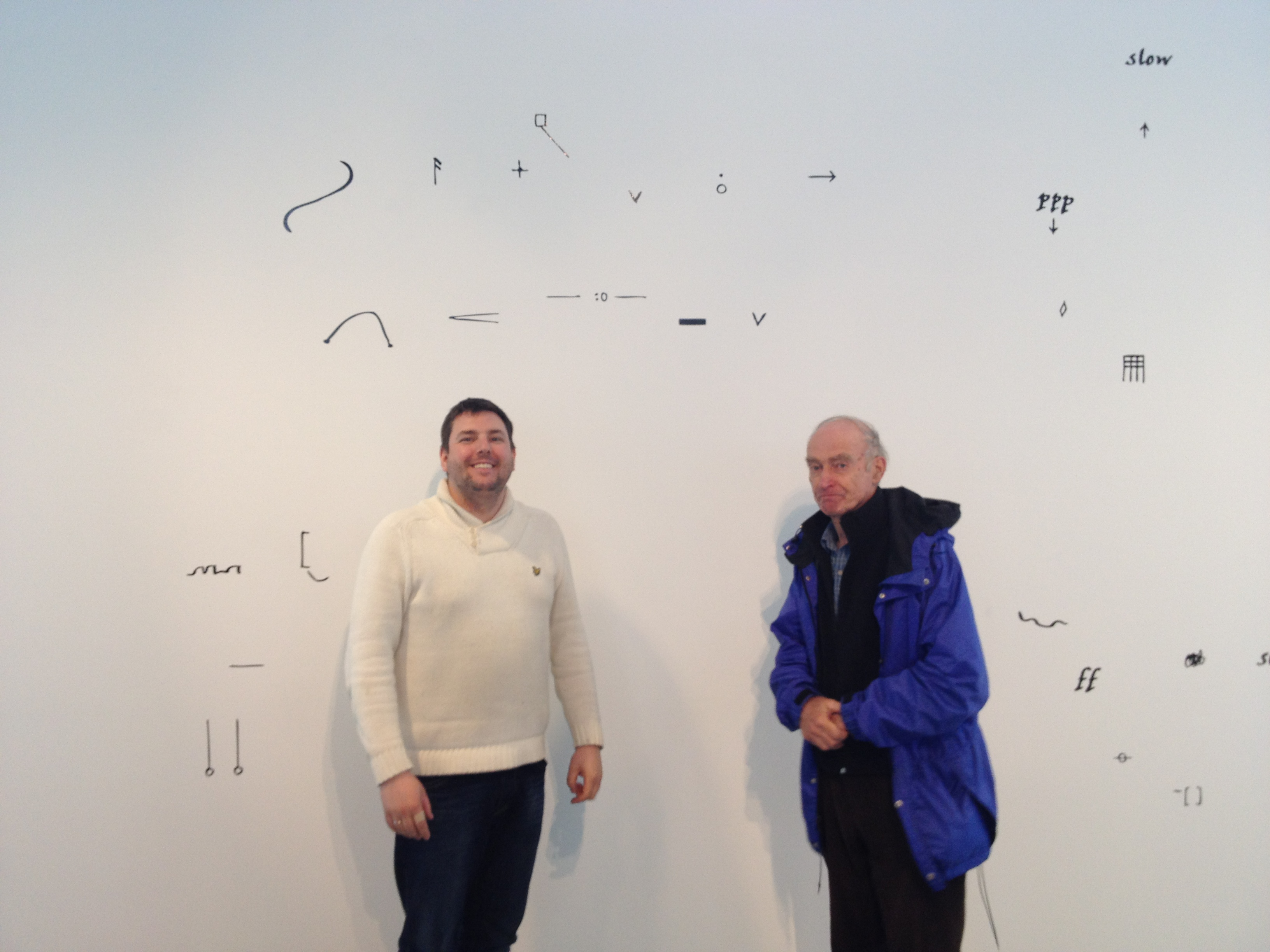
Christian Wolff (rechts) mit Kontrabassist Michael F. Duch vor seiner graphischen Komposition Edges (Trondheim, 2013)

Christian Wolff (* 8. März 1934 in Nizza) ist ein US-amerikanischer Komponist mit deutschen Eltern. Er studierte Altphilologie an der Harvard University und unterrichtete das Fach und Musik bis zu seiner Pensionierung am Dartmouth College in New Hampshire.

## Leben und Wirken
Christian Wolff wurde als Sohn des Verlegerehepaars Helen und Kurt Wolff in Frankreich geboren, wuchs aber in den USA auf, wo er ab 1941 seine Schulzeit in New York verbrachte. Seit 1948 hatte er Klavierunterricht bei Grete Sultan, die seinen Eltern von der Pianistin Katja Andy empfohlen worden war. Als er 1950 Grete Sultan seine ersten Kompositionen zeigte, meinte sie, er solle Unterricht bei John Cage nehmen, mit dem sie eng befreundet war. So lernte er durch sie bereits als 16-Jähriger den Komponisten John Cage und seinen Kreis kennen, zu dem Morton Feldman, Earle Brown, der Pianist und Komponist David Tudor, der Tänzer und Choreograph Merce Cunningham, aber auch Maler wie Robert Rauschenberg, Mark Rothko oder Philip Guston gehörten.
Wolff soll Cage die bei Pantheon Books, dem Verlag seiner Eltern, erschienene Ausgabe des I Ging geschenkt haben. Er war der Jüngste in einer Gruppe von Musikern und Komponisten, die in Anlehnung an die New York School der genannten Maler des Abstrakten Expressionismus – der ersten von Europa unabhängig kreierten Kunstform Amerikas nach dem Jazz – bald ebenso genannt wurde und deren herausragendste Köpfe Cage, Feldman, Brown und Wolff waren.
Wolff engagierte sich beeinflusst durch Cornelius Cardew seit den späten 1960er Jahren auch politisch, was sich in einer Reihe von Werken niederschlug. Beispiele sind Accompaniments für einen singenden Pianisten mit Texten aus dem Buch China: The Revolution Continued, Bread and Roses für Violine nach dem gleichnamigen Lied der Frauenbewegung oder die Werkreihe Peace Marches. Weiterhin war er als Pianist und Gitarrist auch im Bereich der Improvisationsmusik tätig.
Wolff promovierte in klassischer Philologie und war seit 1962 Dozent, ab 1976 Professor am Dartmouth College in Hanover/New Hampshire; er lehrte dort neben klassischer Philologie auch Musik. 1972 leitete er einen Kurs bei den Darmstädter Ferienkursen.
Seit 1999 ist Wolff Mitglied der Akademie der Künste in Berlin. 2005 wurde er in die American Academy of Arts and Sciences gewählt.

## Werkauswahl

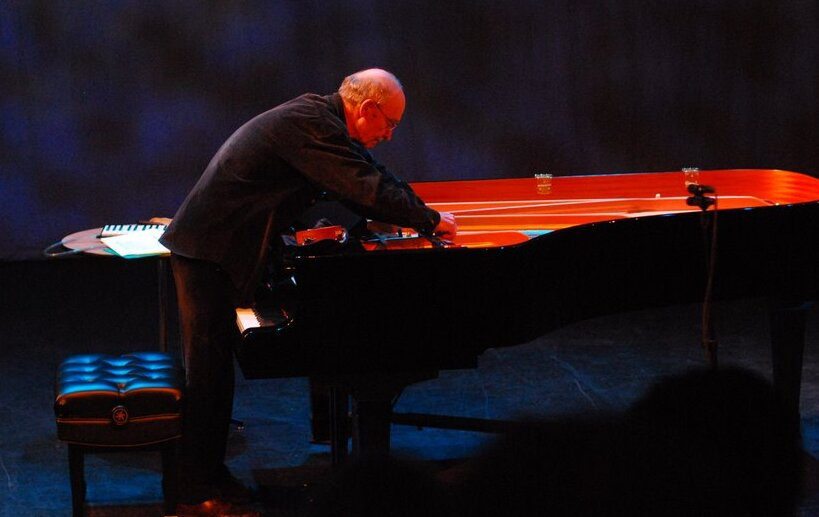
Christian Wolff mit präpariertem Klavier im Februar 2007

- Duo for Pianists I, II (1957, 1958)
- For 1, 2, or 3 people (1964), freie Besetzung
- Edges (1968) für eine beliebige Anzahl von Spielern
- Prose Collection (1968–1971, ergänzt 1986 und 1997) in beliebiger Ensemblegröße
- Burdocks (1970–1971) für eine oder mehrere Spielergruppen
- Changing the System (1973–1974) für acht oder mehr Spieler
- Exercises (1973–) für verschiedene Instrumente
- Wobbly Music (1975–1976) für Chor, Keyboard, Gitarre und Melodieinstrumente
- I Like to Think of Harriet Tubman (1985) für Frauenstimme und Instrumente
- Eight Days a Week Variation (1990) für Klavier
- Percussionist Songs (1994–1995) für Percussion solo oder im Duett
- Pianist – Pieces (2001) für Klavier solo
- Ordinary Matter (2001–2004) für drei Orchester
- John Heartfield (Peace March 10) (2002) für vier oder mehr Spieler
- Microexercises (2006) für einen oder mehrere Spieler
- Encouragement (2016) für Streichorchester und Percussion; Auftragswerk des Münchener Kammerorchesters[2]
- Trio IX (Accanto) (2017) für Baritonsaxophon, Percussion und Klavier; Auftragswerk des Trio Accantos
- Voices – Stimmen (2016/2018) für zwei Chöre; Auftragswerk des SWR

## Texte
- Cues. Writings & Conversations / Hinweise: Schriften und Gespräche, hrsg. von Gisela Gronemeyer und Reinhard Oehlschlägel, Köln: Edition MusikTexte, 1998.
- Über politische Texte und neue Musik, in: MusikTexte 4, April 1984, 52–57.
- Offen für wen und was. Zur Theorie der offenen Form in der neuen Musik, in: MusikTexte 32, Dezember 1989, 28–32.
- Was ist unsere Arbeit? Über experimentelle Musik heute, in: MusikTexte 55, August 1994, 22–28.
- „Du mußt dein Leben ändern“. Musik – Experiment – Erziehung, in: MusikTexte 103, November 2004, 21–30.

## Gespräche
- eine welt, die anders orientiert wäre. christian wolff im gespräch mit martin daske, in: MusikTexte 4, April 1984, 40–45.
- „Ja, ich kann das“. Christian Wolff im Gespräch mit David Patterson, in: MusikTexte 76/77, Dezember 1998, 8–24.

## Weiterführende Literatur
- Peter Niklas Wilson: Ein Kompendium nützlicher Dispositionen. Christian Wolffs „Long Peace March“, in: MusikTexte 32, Dezember 1989, 39–41.
- (2001) Robert Carl, Christian Wolff: On tunes, politics, and mystery, in: Contemporary Music Review. Issue 4, S. 61–69.
- (2002) Frank J. Oteri, A chance encounter with Christian Wolff, in: NewMusicBox [United States]; 3/11:35; Mar. http://www.newmusicbox.org/page.nmbx?id=35fp00
- (2004) Stephen Chase & Clemens Gresser, Ordinary Matters: Christian Wolff on his Recent Music, in: Tempo 58/229 (July), S. 19–27.
- Stephen Chase (Hrsg.): Changing the system: the music of Christian Wolff, Farnham [u. a.]: Ashgate, 2010, ISBN 978-0-7546-6680-6
- Moritz von Bredow: Rebellische Pianistin. Das Leben der Grete Sultan zwischen Berlin und New York. (Biographie, 368 S., 60 Abb. - Viele Bezüge zu Christian Wolff, John Cage und dem New Yorker Musikleben) Schott Music, Mainz, 2012. ISBN 978-3-7957-0800-9
- (2013) Dominik Pensel, Open to Whom and to What? Zur Aktualität von Christian Wolffs Theorie der offenen Form, in: Positionen 95 (May), S. 39–42.